# Zeeglas

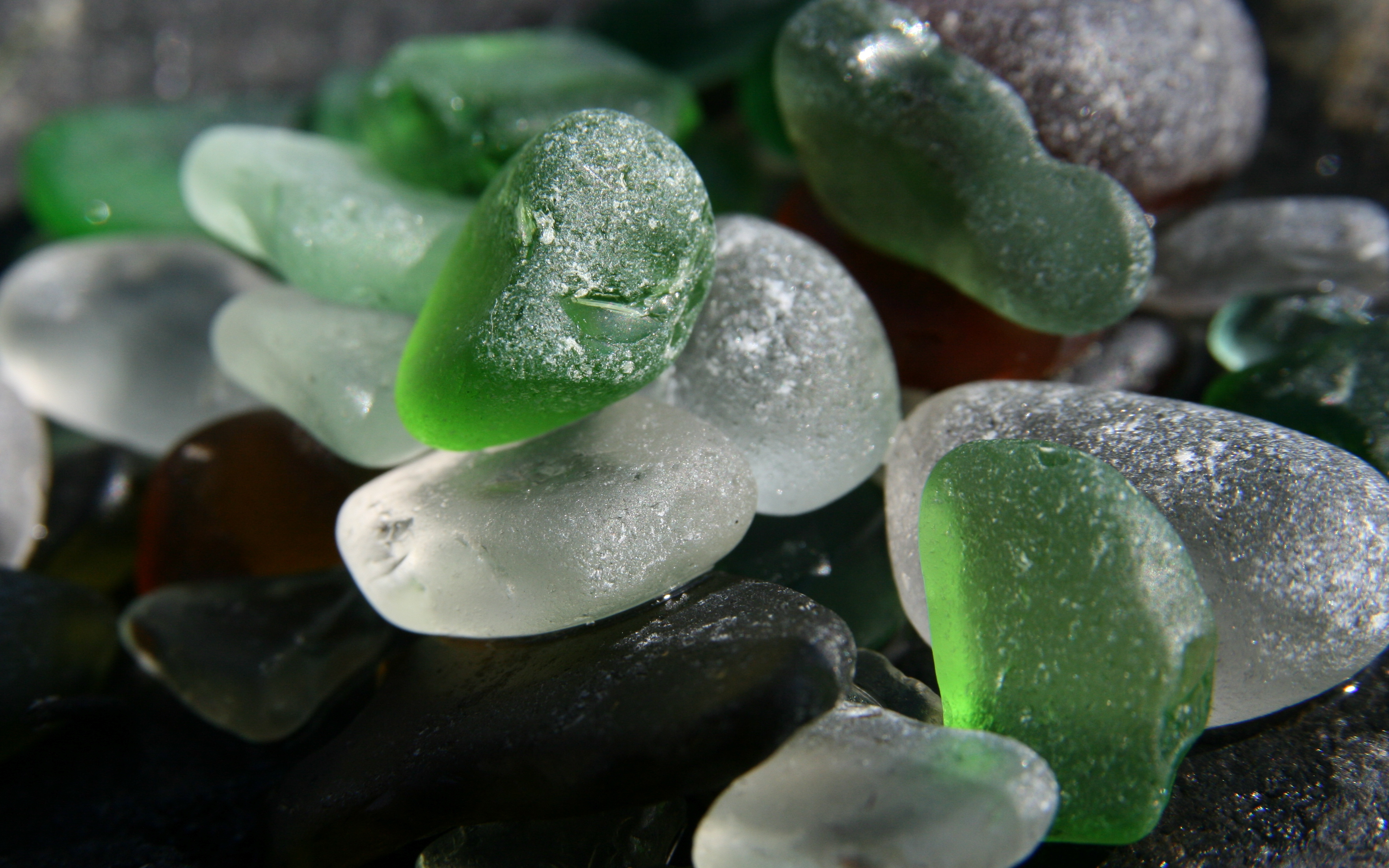
Glaskorrels die door stenen geslepen zijn.

Zeeglas is aangespoeld glas op stranden dat gepolijst is door verwering door de zee en de stenen waar het langs geschaafd is. Het wordt door strandjutters en andere verzamelaars meegenomen en onder meer in sieraden verwerkt.
Op het strand gevonden kunstmatig geproduceerd glas (strandglas) daarentegen komt niet uit zee en wordt door sommige verzamelaars onderscheiden van het echte, door de zee gepolijste zeeglas.
Bij Fort Bragg (Californië) is zelfs een strand te vinden waar zoveel strandglas te vinden is dat het Glass Beach wordt genoemd.

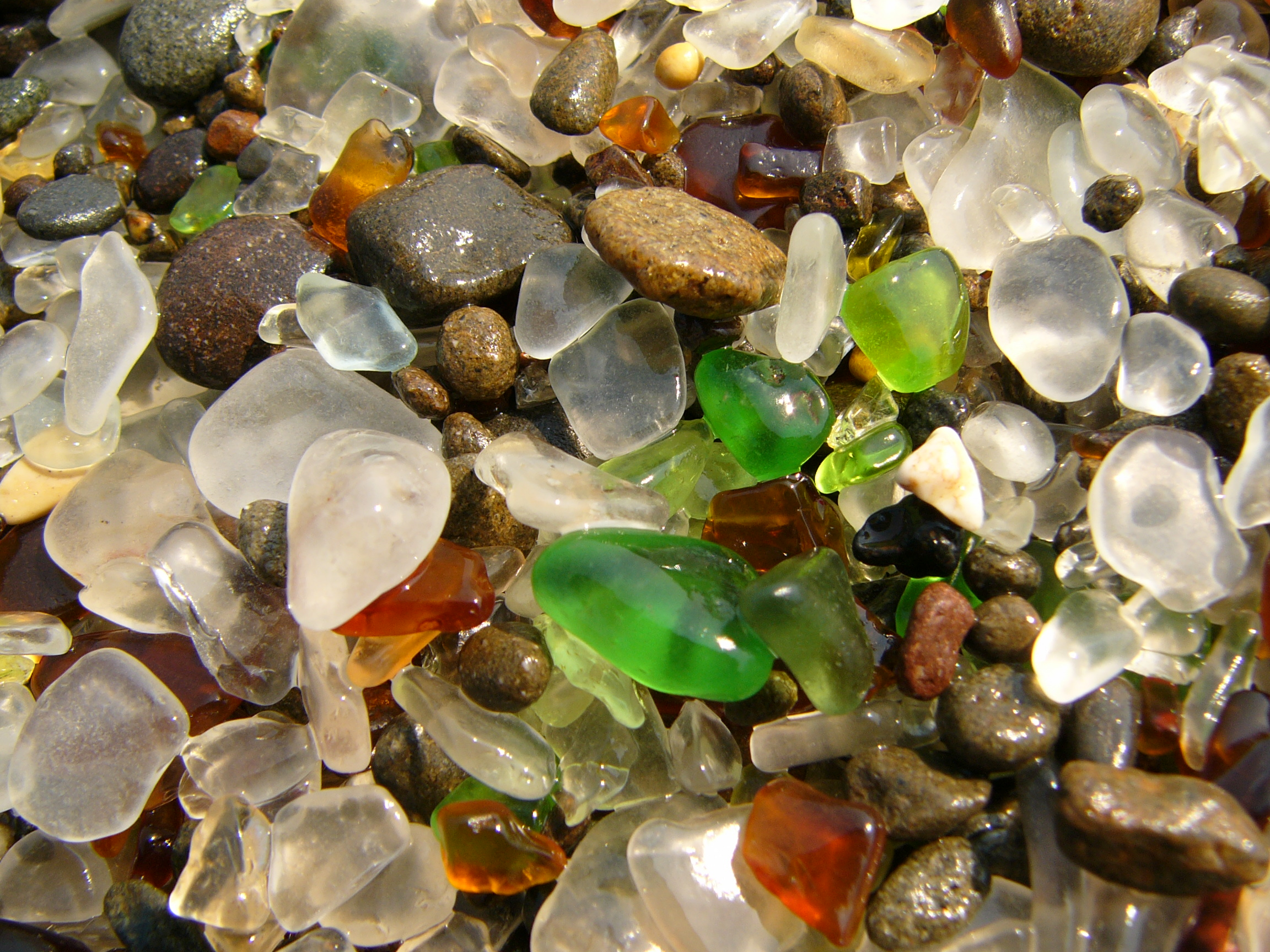
Strandglas op Glass Beach